# آنتونی گیبز
آنتونی گیبز (انگلیسی: Antony Gibbs؛ زادهٔ ۱۷ اکتبر ۱۹۲۵ - درگذشته ۲۶ فوریهٔ ۲۰۱۶) تدوین‌گر سینما و تلویزیون اهل انگلستان بود.

## گزیده فیلم‌شناسی
- جیمز دین (۲۰۰۱)
- بازی‌های گوزن قطبی (۲۰۰۲)
- رونین (۱۹۹۸)
- جورج والاس (۱۹۹۷)
- دون خوان دی‌مارکو (۱۹۹۵)
- تل‌ماسه (۱۹۸۴)
- اگنس خدا (۱۹۸۵)
- پلی در دوردست (۱۹۷۷)
- ویولون‌زن روی بام (۱۹۷۱)
- عزیز (۱۹۶۵)
- تام جونز (۱۹۶۳)
- یک نوک زبان عسل (۱۹۶۱)